# Moviment relatiu
S'estableix el concepte moviment relatiu (tot i que sempre ho és, ja que s'ha de referir a un sistema de referència o  referencial  particular escollit per l'observador), atès que diferents observadors poden utilitzar referencials diferents, i és important relacionar les observacions fetes per aquells.
Exemple.
Una partícula es troba en moviment en un referencial si la seva posició pel que fa a ell canvia en el transcurs del temps, en cas contrari, la partícula està en repòs en aquest referencial. D'aquestes definicions, veiem que tant el concepte de moviment com el de repòs són relatius. Així, el passatger que està assegut en un vagó de ferrocarril es troba en repòs respecte al vagó, però com el tren es mou pel que fa a la Terra, el passatger es troba en moviment respecte als arbres que observa des del tren. Al seu torn, aquests arbres estan en repòs respecte de la Terra, però en moviment respecte del passatger del tren.
A efectes pràctics, podem distingir dues modalitats de moviment relatiu:
- Moviment relatiu entre dues partícules en un mateix referencial.
- Moviment relatiu d'una partícula en dues referencials diferents en moviment relatiu entre si.

## Moviment relatiu entre dues partícules en un mateix referencial

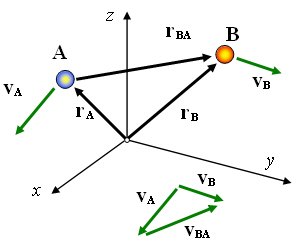
Moviment relatiu entre dues partícules en moviment respecte a un mateix referencial xyz

Considerem dues partícules,  A  i  B , que es mouen en l'espai i siguin {\displaystyle \mathbf {r} _{\text{A}}} i {\displaystyle \mathbf {r} _{\text{B}}} seus vectors de posició pel que fa a l'origen O d'un referencial donat. Les velocitats de A i B mesures en aquest referencial seran

(1){\displaystyle \mathbf {v} _{\text{A}}={\frac {d\mathbf {r} _{\text{A}}}{dt}}\qquad \mathbf {v} _{\text{B}}={\frac {d\mathbf {r} _{\text{B}}}{dt}}}

Els vectors de posició (relativa) de la partícula  B  pel que fa a la  A  i de la  A  pel que fa a la  B  estan definits per

(2){\displaystyle \mathbf {r} _{\text{BA}}={\overrightarrow {\text{AB}}}=\mathbf {r} _{\text{B}}-\mathbf {r} _{\text{A}}\qquad \mathbf {r} _{\text{Ab}}={\overrightarrow {\text{BA}}}=\mathbf {r} _{\text{B}}-\mathbf {r} _{\text{A}}}

i les velocitats (relatives) de  B  pel que fa a  A  i de  A  pel que fa a  B  són

(3){\displaystyle \mathbf {v} _{\text{BA}}={\frac {d\mathbf {r} _{\text{BA}}}{dt}}\qquad \mathbf {v} _{\text{AB}}={\frac {d\mathbf {r} _{\text{AB}}}{dt}}}

Ja que {\displaystyle \mathbf {r} _{\text{BA}}=-\mathbf {r} _{\text{AB}}}, també resulta que {\displaystyle \mathbf {v} _{\text{BA}}=-\mathbf {v} _{\text{AB}}}, de manera que les  velocitats relatives  de B respecte a A i de A respecte a B són iguals i oposades.
Efectuar les derivades (3), resulta

(4){\displaystyle {\frac {d\mathbf {r} _{\text{BA}}}{dt}}={\frac {d\mathbf {r} _{\text{B}}}{dt}}-{\frac {d\mathbf {r} _{\text{A}}}{dt}}\qquad {\frac {d\mathbf {r} _{\text{AB}}}{dt}}={\frac {d\mathbf {r} _{\text{A}}}{dt}}-{\frac {d\mathbf {r} _{\text{B}}}{dt}}}

o sigui que

(5){\displaystyle \mathbf {v} _{\text{BA}}=\mathbf {v} _{\text{B}}-\mathbf {v} _{\text{A}}\qquad \mathbf {v} _{\text{AB}}=\mathbf {v} _{\text{A}}-\mathbf {v} _{\text{B}}}

de manera que obtindrem la velocitat relativa entre les dues partícules restant vectorialment les seves velocitats respecte a un mateix referencial (Oxyz a la figura).
Derivant de nou les expressions (5) tenim per a les acceleracions relatives

(6){\displaystyle {\frac {d\mathbf {v} _{\text{BA}}}{dt}}={\frac {d\mathbf {v} _{\text{B}}}{dt}}-{\frac {d\mathbf {v} _{\text{A}}}{dt}}\qquad {\frac {d\mathbf {v} _{\text{AB}}}{dt}}={\frac {d\mathbf {v} _{\text{A}}}{dt}}-{\frac {d\mathbf {v} _{\text{B}}}{dt}}}

Els primers membres de (6) són les acceleracions relatives de B respecte a A i de A respecte a B. Els altres termes són les acceleracions de A i de B amb respecte a un mateix observador Oxyz.
Tenim

(7){\displaystyle \mathbf {a} _{\text{BA}}=\mathbf {a} _{\text{B}}-\mathbf {a} _{\text{A}}\qquad \mathbf {a} _{\text{AB}}=\mathbf {a} _{\text{A}}-\mathbf {a} _{\text{B}}}

seguint per les acceleracions relatives la mateixa regla que per a les velocitats.

## Moviment relatiu d'una partícula en dues referencials

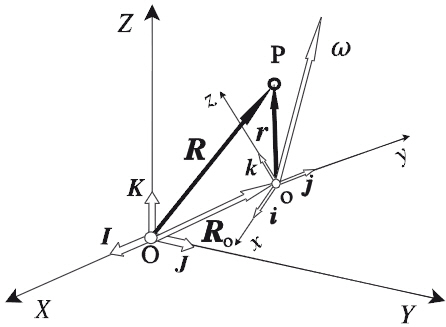
Sistema de referència fix o absolut (XYZ) i sistema de referència mòbil o relatiu (xyz) en moviment general (rototraslatori) respecte al referencial absolut.

En aquest cas, el moviment relatiu fa referència al que presenta una partícula respecte a un sistema de referència (xyz), anomenat referencial relatiu o mòbil per estar en moviment respecte a un altre sistema de referència (XYZ) considerat com referencial absolut o fix.
El moviment d'un referencial respecte a l'altre pot ser una translació, una rotació o una combinació d'ambdues (moviment rototraslatori).

### Velocitat
La velocitat {\displaystyle \mathbf {v} _{\text{F}}\,} d'una partícula en un  referencial fix/o absolut i la seva velocitat {\displaystyle \mathbf {v} _{\text{M}}\,} en un  referencial mòbil  o relatiu estan relacionades mitjançant l'expressió:

(8){\displaystyle \mathbf {v} _{\text{F}}=\mathbf {v} _{\text{M}}\ +\mathbf {v} _{\text{o}}\ +{\boldsymbol {\omega }}\times \mathbf {r} }

sent:
{\displaystyle \mathbf {v} _{\text{F}}\,} la velocitat de la partícula en el referencial fix ( velocitat absoluta ).
{\displaystyle \mathbf {v} _{\text{M}}\,} la velocitat de la partícula en el referencial mòbil ( velocitat relativa ),
{\displaystyle \mathbf {v} _{\text{o}}\,} la velocitat de l'origen del referencial mòbil al referencial fix ( arrossegament de translació ),
{\displaystyle {\boldsymbol {\omega }}\,} la velocitat angular del referencial mòbil respecte del referencial fix ( velocitat angular d'arrossegament ),
{\displaystyle {\boldsymbol {\omega }}\times \mathbf {r} \;} la velocitat de  arrossegament de rotació .
Els dos últims termes representen la  velocitat d'arrossegament  total, de manera que podem escriure

{\displaystyle \mathbf {v} _{\text{arr}}=\mathbf {v} _{\text{o}}\ +{\boldsymbol {\omega }}\times \mathbf {r} }

que coincideix amb la velocitat corresponent un punt d'un sòlid rígid en moviment.
Podem expressar la velocitat de la partícula en el referencial fix en la forma

{\displaystyle \mathbf {v} _{\text{F}}=\mathbf {v} _{\text{M}}\ +\mathbf {v} _{\text{arr}}}

### Acceleració
L'acceleració {\displaystyle \mathbf {a} _{\text{F}}\,} d'una partícula en un  referencial fix/o absolut i la seva acceleració {\displaystyle \mathbf {a} _{\text{M}}\,} en un  referencial mòbil  o relatiu estan relacionades mitjançant l'expressió:

(9){\displaystyle \mathbf {a} _{\text{F}}=\mathbf {a} _{\text{M}}\ +\mathbf {a} _{\text{o}}\ +{\dot {\boldsymbol {\omega }}}\times \mathbf {r} \ +{\boldsymbol {\omega }}\times ({\boldsymbol {\omega }}\times \mathbf {r} )\ +2{\boldsymbol {\omega }}\times \mathbf {v} _{\text{M}}}

sent:
{\displaystyle \mathbf {a} _{\text{F}}\,} l'acceleració de la partícula en el referencial fix ( acceleració absoluta ).
{\displaystyle \mathbf {a} _{\text{M}}\,} l'acceleració de la partícula en el referencial mòbil ( acceleració relativa ),
{\displaystyle \mathbf {v} _{\text{M}}\,} la velocitat de la partícula en el referencial mòbil ( velocitat relativa ),
{\displaystyle \mathbf {a} _{\text{o}}\,} l'acceleració de l'origen del referencial mòbil al referencial fix ( arrossegament de translació ),
{\displaystyle {\dot {\boldsymbol {\omega }}}\times \mathbf {r} \;} l'acceleració tangencial ( arrossegament de rotació ),
{\displaystyle {\boldsymbol {\omega }}\times ({\boldsymbol {\omega }}\times \mathbf {r} )\,} l'acceleració normal o centrípeta ( arrossegament de rotació ),
{\displaystyle 2{\boldsymbol {\omega }}\times \mathbf {v} _{\text{M}}\,} l'acceleració complementària o  acceleració de Coriolis .
Si la partícula es troba en repòs en el referencial mòbil, és a dir, si {\displaystyle \mathbf {v} _{\text{M}}=0\,} i {\displaystyle \mathbf {a} _{\text{M}}=0\,}, la seva acceleració en el referencial fix és l'acceleració d'arrossegament, que ve donada per

{\displaystyle \mathbf {a} _{\text{arr}}=\mathbf {a} _{\text{o}}\ +{\dot {\boldsymbol {\omega }}}\times \mathbf {r} \ +{\boldsymbol {\omega }}\times ({\boldsymbol {\omega }}\times \mathbf {r} )}

que coincideix amb l'acceleració corresponent un punt d'un sòlid rígid en moviment.
Podem expressar l'acceleració de la partícula en el referencial fix en la forma

{\displaystyle \mathbf {a} _{\text{F}}=\mathbf {a} _{\text{M}}\ +\mathbf {a} _{\text{arr}}\ +\mathbf {a} _{\text{C}}}

Translació només
L'acceleració d'una partícula en un referencial fix o absolut {\displaystyle \mathbf {a} _{\text{F}}\,} i en un referencial mòbil o relatiu, {\displaystyle \mathbf {a} _{\text{M}}\,}, estan relacionades mitjançant l'expressió:

{\displaystyle \mathbf {a} _{\text{F}}=\mathbf {a} _{\text{M}}\ +\mathbf {a} _{\text{o}}}

Només rotació
L'acceleració d'una partícula en un referencial fix o absolut {\displaystyle \mathbf {a} _{\text{F}}\,} i en un referencial mòbil o relatiu, {\displaystyle \mathbf {a} _{\text{M}}\,}, estan relacionades mitjançant l'expressió:

{\displaystyle \mathbf {a} _{\text{F}}=\mathbf {a} _{\text{M}}\ +{\dot {\boldsymbol {\omega }}}\times \mathbf {r} \ +{\boldsymbol {\omega }}\times ({\boldsymbol {\omega }}\times \mathbf {r} )\ +2{\boldsymbol {\omega }}\times \mathbf {v} _{\text{M}}}